# Plex venos
Plexul venos este o conglomerare de numeroase vene.
Exemple de plexuri venoase: 
- Plex bazilar
- Plex venos Batson
- Plexuri venoase vertebrale interne
- Plex pterigoid
- Plex venos submucoas al nasului
- Plex venos uterin
- Plex venos vaginal
- Plex venos al canalului hipoglos
- Plex venos vezical
- Plex venos soleal
- Plex pampiniform
- Plex venos prostatic
- Plex venos rectal